# Campeonato Italiano de Futebol - Série A (1993–94)
O Campeonato Italiano de Futebol de 1993–1994, denominada oficialmente de Serie A 1993-1994, foi a 92.ª edição da principal divisão do futebol italiano e a 62.ª edição da Serie A. O campeão foi o Milan que conquistou seu 14.º título na história do Campeonato Italiano. O artilheiro foi Giuseppe Signori, do Lazio, com 23 gols.

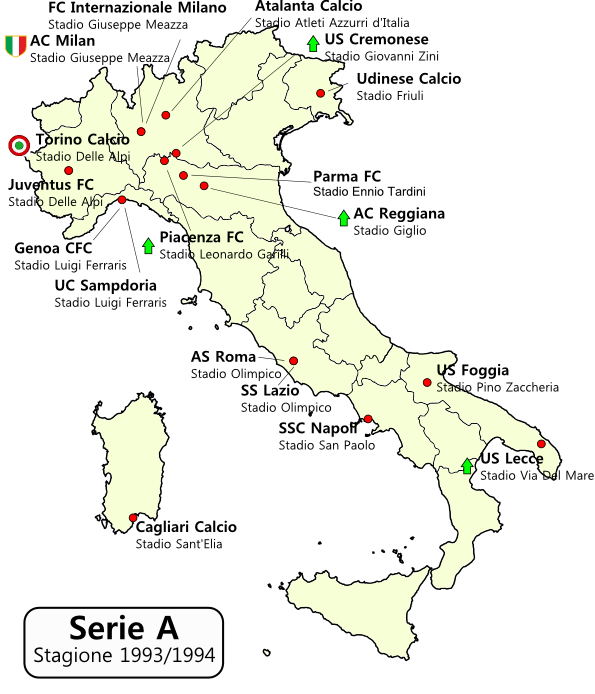
Distribuição das equipes da Serie A de 1993–94

## Classificação
| Pos. | Equipes           | Pts | J  | V  | E  | D  | GP | GC | SG  | Classificação ou rebaixamento                          |
| ---- | ----------------- | --- | -- | -- | -- | -- | -- | -- | --- | ------------------------------------------------------ |
| 1    | Milan             | 50  | 34 | 19 | 12 | 3  | 36 | 15 | 21  | Fase de grupos da Liga dos Campeões da UEFA de 1994–95 |
| 2    | Juventus          | 47  | 34 | 17 | 13 | 4  | 58 | 25 | 33  | Primeira fase da Copa da UEFA de 1994–95               |
| 3    | Sampdoria[a]      | 44  | 34 | 18 | 8  | 8  | 64 | 39 | 25  | Taça dos Clubes Vencedores de Taças de 1994–95         |
| 4    | Lazio             | 44  | 34 | 17 | 10 | 7  | 55 | 40 | 15  | Primeira fase da Copa da UEFA de 1994–95               |
| 5    | Parma             | 41  | 34 | 17 | 7  | 10 | 50 | 35 | 15  | Primeira fase da Copa da UEFA de 1994–95               |
| 6    | Napoli            | 36  | 34 | 12 | 12 | 10 | 41 | 35 | 6   | Primeira fase da Copa da UEFA de 1994–95               |
| 7    | Roma              | 35  | 34 | 10 | 15 | 9  | 35 | 30 | 5   |                                                        |
| 8    | Torino            | 34  | 34 | 11 | 12 | 11 | 39 | 37 | 2   |                                                        |
| 9    | Foggia            | 33  | 34 | 10 | 13 | 11 | 46 | 46 | 0   |                                                        |
| 10   | Cremonese         | 32  | 34 | 8  | 16 | 10 | 41 | 41 | 0   |                                                        |
| 11   | Genoa             | 32  | 34 | 8  | 16 | 10 | 32 | 40 | –8  |                                                        |
| 12   | Cagliari          | 32  | 34 | 10 | 12 | 12 | 39 | 48 | –9  |                                                        |
| 13   | Internazionale[b] | 31  | 34 | 11 | 9  | 14 | 46 | 45 | 1   | Primeira fase da Copa da UEFA de 1994–95               |
| 14   | Reggiana          | 31  | 34 | 10 | 11 | 13 | 29 | 37 | −8  |                                                        |
| 15   | Piacenza          | 30  | 34 | 8  | 14 | 12 | 32 | 43 | −11 | Zona de rebaixamento à Serie B de 1994–95              |
| 16   | Udinese           | 28  | 34 | 7  | 14 | 13 | 35 | 48 | −13 | Zona de rebaixamento à Serie B de 1994–95              |
| 17   | Atalanta          | 21  | 34 | 5  | 11 | 18 | 35 | 65 | −30 | Zona de rebaixamento à Serie B de 1994–95              |
| 18   | Lecce             | 11  | 34 | 3  | 5  | 26 | 28 | 72 | −44 | Zona de rebaixamento à Serie B de 1994–95              |

- a. ^ A Sampdoria venceu a Coppa Italia de 1993–94.
- b. ^ A Internazionale se classificou para a Copa da UEFA de 1994–95 como atual campeã.

## Premiação
| Serie A de 1993–94          |
| Lombardia                   |
| --------------------------- |
| MILAN Campeão (14.º título) |

## Artilheiros
| Pos. | Jogador           | Equipe         | Gols |
| ---- | ----------------- | -------------- | ---- |
| 1    | Giuseppe Signori  | Lazio          | 23   |
| 2    | Gianfranco Zola   | Parma          | 18   |
| 3    | Roberto Baggio    | Juventus       | 17   |
| 3    | Andrea Silenzi    | Torino         | 17   |
| 5    | Rubén Sosa        | Internazionale | 16   |
| 6    | Daniel Fonseca    | Napoli         | 15   |
| 6    | Ruud Gullit       | Sampdoria      | 15   |
| 8    | Marco Branca      | Udinese        | 14   |
| 9    | Julio Dely Valdés | Cagliari       | 13   |
| 10   | Abel Balbo        | Roma           | 12   |
| 10   | Roberto Mancini   | Sampdoria      | 12   |
| 10   | Luís Oliveira     | Cagliari       | 12   |
| 10   | Bryan Roy         | Foggia         | 12   |